# Tammisluodet
Tammisluodet är öar i Finland.   De ligger i kommunen Nådendal i landskapet Egentliga Finland, i den sydvästra delen av landet, 180 km väster om huvudstaden Helsingfors.